# Peter Kreuder (Komponist)

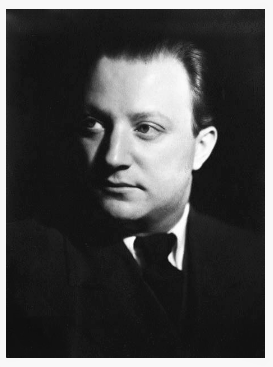
Peter Kreuder ca. 1935 (Gregor Harlip)

Peter Kreuder (* 18. August 1905 in Aachen; † 28. Juni 1981 in Salzburg) war ein deutsch-österreichischer Komponist, Pianist und Dirigent. Er schrieb die Musik zu über 180 Filmen, Orchesterwerken, Opern, Operetten, Musicals und vieles mehr. Zahlreiche von ihm komponierte Lieder wurden zu Evergreens.

## Leben
Kreuder wurde als Sohn des gleichnamigen Opernsängers Peter Kreuder und dessen Frau Margerete, geborene Heidemann, am 18. August 1905 in Aachen geboren. Seine Eltern stammten beide aus Köln, der Vater war zunächst Buchhalter, ehe er mit einem Gesangsstudium begann. Ein Onkel Kreuders war der Filmschauspieler Paul Heidemann.
Als Dreijähriger begann Peter Kreuder in Berlin mit dem Klavierspielen. Nach der Trennung seiner Eltern zog Kreuder mit seiner Mutter und seinen drei älteren Schwestern nach Köln, wo er ersten Klavierunterricht erhielt. 1910 wurde er am Kölnischen Konservatorium aufgenommen, mit sechs Jahren gab er mit dem A-Dur-Klavierkonzert von W. A. Mozart im Kölner Gürzenich sein Debüt. Während des Ersten Weltkriegs zog die Familie nach Hamburg um, wo Kreuder als Korrepetitor des Corps de ballet an der Hamburger Oper anfing. Sein Klavierstudium gab er während dieser Zeit auf und verdingte sich als Berufsmusiker. Er spielte zunächst in Kabaretts und Bars und entdeckte den Jazz. Als Sechzehnjähriger zog Kreuder zurück nach Berlin, er spielte an Trude Hesterbergs Wilder Bühne. Später zog er nach München, wo er an der Akademie der Tonkunst seine Studien wieder aufnahm und nebenbei für Revuen Musik schrieb. 1924 beendete er sein Studium mit dem Staatsexamen.
Seine erste Filmmusik war 1930 Hinter den Roten Mauern von Lichterfelde. Dann bekam er die Chance, für Friedrich Hollaender die Arrangements und die Zwischenmusik zu Der blaue Engel zu schreiben und komponieren. Nachdem er zum 1. August 1932 der NSDAP beigetreten war (Mitgliedsnummer 1.275.600), wurde seine Mitgliedschaft 1934 gestrichen, (laut Revisionsliste des Gaues München Oberbayern vom November 1934, ohne Angabe von Gründen).
Dennoch schrieb Peter Kreuder in den Jahren unmittelbar danach die Musik zu mehreren Filmen, die der NS-Propaganda dienen sollten, u. a. zu Das Mädchen Johanna (1935), Henker, Frauen und Soldaten (1935), Weiße Sklaven (1936), Dreizehn Mann und eine Kanone (1938), allesamt von der US-Regierung nach Kriegsende verboten. 1936 wurde Peter Kreuder vom NSDAP-Gauleiter Adolf Wagner zum Staatsmusikdirektor der Bayrischen Staatsoperette (später Theater am Gärtnerplatz) in München ernannt. Unter anderem schrieb er auch die Musik zu dem von der NSDAP 1938 hergestellten Propagandafilm Gestern und heute von Hans Steinhoff.
Über Deutschland hinaus und dauerhaft bekannt wurde Peter Kreuder allerdings durch seine zahlreichen eingängigen Schlager. Unübertroffen in der Resonanz blieb sein Schlager Musik! Musik! Musik! (besser bekannt unter der ersten Zeile seines Refrains „Ich brauche keine Millionen“), in welchem sich das Lebensgefühl einer vernachlässigten Generation widerspiegelte. Die Melodie dieses Schlagers wurde über 35 Jahre später als Titelsong für die Muppet Show genutzt.
In die im Krieg für die moralische Aufrüstung der Truppe produzierte Unterhaltungsmusik flossen zahlreiche Elemente des Jazz und des Big-Band-Klanges ein, wobei in den Filmen das eigentlich als „unarisch“ indizierte Saxophon in vielfacher Ausfertigung zu sehen war. Am 11. März 1940 wurde das Lied Goodbye Johnny durch den Präsidenten der Reichsmusikkammer Peter Raabe verboten. Am 15. April 1940 wurde ebenfalls Kreuders Bearbeitung von Robert Schumanns Träumerei auf die „Liste unerwünschter musikalischer Werke“ gesetzt.
Peter Kreuder schrieb Musicals für Zarah Leander (Lady aus Paris und Madame Scandaleuse) und Johannes Heesters (Bel Ami). Er schrieb Lieder unter anderen für Greta Keller Wenn die Sonne hinter den Dächern versinkt und Es kann zwischen heute und morgen (Doddy Delissen sang das Lied synchron für eine Sängerin in dem Magda-Schneider-Film Frauenliebe-Frauenleid (1937), bekannter wurde es später durch Greta Keller), oder für den Film Burgtheater (1936) Sag' beim Abschied leise Servus.
Peter Kreuder komponierte aber auch Lieder wie z. B. Wenn sie die Trommel rühren (Marschlied für Gesang mit Klavier, Text Jacob Geis, 1936) oder das Marschlied 70 Millionen – ein Schlag (1937), und nach dem Anschluss Österreichs den Titel 75 Millionen – ein Schlag (1938).
1939 reiste Kreuder nach Stockholm. Laut Prieberg geschah dies unter Vertragsbruch und mit Steuerschulden. In Stockholm fand 1941 die Uraufführung seiner Oper Der Zerrissene (schwedischer Titel Lips) statt. 1941 konnte er zurückreisen, sollte aber „wegen seines Verhaltens zur Verantwortung gezogen und zur Disziplin ermahnt werden“. Im Herbst 1943 fiel er bei der NS-Diktatur in Ungnade, weil er sich geweigert hatte, Konzerte im Rheinland aufzuführen, das damals stärker als jeder andere Teil Deutschlands von Bombenangriffen bedroht war. 1943 ermittelte die Reichskulturkammer gegen Peter Kreuder, weil er sich ohne Nachricht nach Prag abgesetzt hatte. Da er jedoch weiter als Filmkomponist benötigt wurde, wurde er weder aus der Reichsmusikkammer ausgeschlossen noch zur „Bewährung“ an die Front geschickt. Kreuder stand 1944 in der Gottbegnadeten-Liste des Reichsministeriums für Volksaufklärung und Propaganda.
Bei Kriegsende war Kreuder in seinem Haus in Altaussee und war von Mai 1945 „bis zur Sperrung durch die US-Besatzungsbehörde im Herbst 1945 Leiter des Sinfonieorchesters Bad Aussee, das sich aus Resten den Reichs-Bruckner-Orchesters St.Florian rekrutierte“. In Altaussee hatten sich zu dieser Zeit mehrere NS-Größen u. a. auch aus der NS-Kulturszene versammelt.
1946 war Peter Kreuder in Brasilien, wo er von Bayer Leverkusen für Aspirina-Werbung bezahlt wurde. Danach lebte er in Argentinien und erwarb die argentinische Staatsbürgerschaft. Er arbeitete als musikalischer Leiter der Radio-Stationen São Paulo/Rio de Janeiro/Buenos Aires. Drei Jahre später verlieh ihm Evita Perón den Titel Professor h. c. und ernannte ihn zum staatlichen Musikdirektor. 1954/1955 kehrte Kreuder nach Europa zurück.
1945 hatte Kreuder die österreichische Staatsbürgerschaft angenommen, behielt aber die deutsche bei. 1947 folgte ein fünfjähriger Aufenthalt in den USA.
Auch nach dem Krieg hatte Kreuder noch große Erfolge, unter anderem als Pianist mit originellen Platteneinspielungen. Während einer Welttournee mit Josephine Baker besuchte er vier Kontinente.

Grabstätte von Kreuder

Kreuder starb am 28. Juni 1981 im Alter von 75 Jahren in Salzburg und wurde auf dem Münchner Ostfriedhof beigesetzt (Grab Nr. 55-19-2). Er hinterließ über 4000 Musikwerke, Opern, Operetten und Musicals. Sein letztes Musical, Lola Montez, wurde im Jahr 2003, mehr als 20 Jahre nach seinem Tod, in München uraufgeführt.

## Privatleben und Trivia
Kreuder war dreimal verheiratet. Aus erster Ehe hatte er eine Tochter, Cathleen, die behindert zur Welt kam (Blue-Baby-Syndrom) und nicht ganz einjährig starb. Seine zweite Frau Gertraud stammt aus der Kathreiner-Dynastie und war mit der Frau von Gauleiter Wagner befreundet. Seine dritte und letzte Ehefrau war Ingrid Kreuder (* 1938), die sich seit seinem Tod um seinen Nachlass kümmerte und zeitweise Peter-Kreuder-Ausstellungen und Konzerte mit den Evergreens ihres Mannes organisierte, bei denen sie auch selbst die Moderation übernahm und Anekdoten aus dem Leben und Schaffen ihres verstorbenen Mannes sowie zu den einzelnen Musiktiteln erzählte.
Kreuders Schulkamerad war der spätere Gastronom Hans Herbert Blatzheim, Ehemann von Magda Schneider sowie Stiefvater von Romy Schneider. Kreuder war unter anderem mit Marlene Dietrich befreundet.

## Ehrungen
- 1941: Schwedischer Gustav-Wasa-Orden[18]
- 1950: Professoren-Titel in Buenos Aires[18]
- 1970: Schwabinger Kunstpreis[19]
- 1971: Professoren-Titel in Wien[18]
- 1972: Medaille „München leuchtet – Den Freunden Münchens“
- 1975: Paul-Lincke-Ring
- 1980: Bayerischer Verdienstorden[20]
- 1982: Goldene Europa (posthum)[21]
- 1995: Goldene Stimmgabel (posthum)[21]
- Nach Peter Kreuder wurden zwei Straßen benannt, die Peter-Kreuder-Straße im Münchner Stadtteil Obermenzing und der Peter-Kreuder-Weg am Ufer des Leopoldkroner Weihers in Salzburg.[18] In den 1980er-Jahren gab es auch Bemühungen, in seiner Heimatstadt Aachen eine Straße nach ihm zu benennen, die jedoch letztlich nicht umgesetzt wurden.

## Werke (Auswahl)
Kreuder komponierte und arrangierte zahlreiche Orchester-, Bühnen- und Filmmusiken. Daneben stammen viele Einzeltitel aus seiner Feder, die teilweise zu Evergreens wurden. In der Folge eine beispielhafte Auswahl seiner Werke und seiner bekanntesten Einzeltitel:

### Lieder
- An jedem Finger zehn (Text: Aldo von Pinelli & Günther Schwenn)
- Auf all meinen Wegen (Text: Hans Fritz Beckmann)
- Auf dem Dach der Welt (Text: Hans Fritz Beckmann)
- Capriolen (Text: Hans Fritz Beckmann)
- Dort, wo du hingehst (Text: Hans Fritz Beckmann)
- Du gehst durch all meine Träume (Text: Hans Fritz Beckmann)
- Einmal von Herzen verliebt sein (Text: Hans Fritz Beckmann)
- Eins, zwei, drei, vier, fünf, sechs, sieben (Text: Hans Fritz Beckmann)
- Es kann zwischen heute und morgen (Text Hans Fritz Beckmann)
- Für eine Nacht voller Seligkeit (Text: Günther Schwenn)
- Good bye, Johnny (Text: Hans Fritz Beckmann)
- Ich spür in mir (Text: Hans Rameau)
- Ich werde jede Nacht von Ihnen träumen (Musik gemeinsam mit Friedrich Schröder; Text: Hans Fritz Beckmann)
- Ich wollt, ich wär ein Huhn (Text: Hans Fritz Beckmann) (aus dem Film Glückskinder, 1936)
- Im Leben geht alles vorüber (Text: Günther Schwenn & Peter Schaeffers)
- Immer und ewig (Text: Hans Fritz Beckmann)
- In einer Nacht im Mai (Musik gemeinsam mit Friedrich Schröder; Text: Hans Fritz Beckmann)
- Eine Insel aus Träumen geboren (Text: Hans Fritz Beckmann)
- Komm, spiel mit mir Blindekuh (Text: Hans Fritz Beckmann)
- Land in Sicht (Musik gemeinsam mit Friedrich Schröder; Text: Hans Fritz Beckmann)
- Lerne lieben ohne zu weinen (Text: Hans Fritz Beckmann)
- Mein Herz müßte ein Rundfunksender sein (Text: Hans Fritz Beckmann)
- Musik, Musik, Musik (Ich brauche keine Millionen) (Text: Hans Fritz Beckmann) (aus dem Revuefilm Hallo Janine, 1939)
- Nur eine Stunde (Text: Therese Angeloff)
- Nur Puppen haben keine Tränen (Text: Günther Schwenn)
- Sag’ beim Abschied leise „Servus“ (Text: Harry Hilm & Harry J. Lengsfelder) (Motiv von Johann Strauss (Sohn) aus der Operette Blindekuh) (Siehe auch Abschnitt bei Geflügelte Worte)
- Schön war die Zeit (Serenade) (Text: Hans Fritz Beckmann)
- Warum soll ich treu sein (Text: Günther Schwenn)
- Was du mir erzählt hast von Liebe und Treu’ (Text: Hans Fritz Beckmann)
- Wenn die Sonne hinter den Dächern versinkt (Text: Günther Schwenn)
- Wenn es Frühling wird (Text: Günther Schwenn)
- Wenn zwei wie du und ich (Text: Fritz Schwiefert)
- Zwischen heute und morgen (Text: Hans Fritz Beckmann)

### Liederzyklen
- Aus dem Tagebuch der Dame
- Lärm der Welt (nach Gedichten von Christian Morgenstern)
- Wege der Liebe
- Zeit und Ewigkeit (nach Gedichten von Christian Morgenstern[23])

### Operetten
- Bis hierher und nicht weiter (Musik & Text: Peter Kreuder; Uraufführung: 7.3.1925 im Cherubin-Theater, München)
- Liebe, Trommeln und Fanfaren (Buch und Liedtexte: Artur Wagner; Uraufführung: 8.7.1938 im Theater am Gärtnerplatz, München)
- Franzi (Buch und Liedtexte: Ernst Marischka; Uraufführung: 12.9.1940 in Leipzig)
- Zehn Mädchen und kein Mann (Operette nach Franz von Suppè; Buch & Liedtexte: Hans Fritz Beckmann)
- Die Schicke Lady

### Singspiele
- Geld wie Heu (Uraufführung: 1930 in Berlin)
- Mein Schatz ist ein Trompeter (nach Victor Ernst Nesslers „Der Trompeter von Säckingen“; Buch und Liedtexte: Artur Wagner; Uraufführung: 5.9.1932 in Düsseldorf)
- Der Taugenichts (frei nach Joseph von Eichendorffs Novelle „Aus dem Leben eines Taugenichts“; Musik & Text: Peter Kreuder)

### Musicals
- Madame Scandaleuse (nach dem gleichnamigen Bühnenstück von Josef Maria Frank; Buch & Liedtexte: Ernst Nebhut; Uraufführung: 5.9.1958 im Raimundtheater, Wien)
- Bel ami (nach dem gleichnamigen Roman von Guy de Maupassant; Buch: Franz Gribitz, Liedtexte: Therese Angeloff, Hans Fritz Beckmann, Kurt Feltz, Fred Kraus; Uraufführung: 27.5.1960 im Raimundtheater, Wien)
- Lady aus Paris (nach Oscar Wildes Gesellschaftskomödie Lady Windermeres Fächer; Buch & Liedtexte: Karl Farkas; Uraufführung: 22.10.1964 im Raimundtheater, Wien)
- Wedding Mary (Buch: Günther Schwenn & Erika Lanz, Liedtexte: Günther Schwenn; Uraufführung: 25.12.1976 im Landestheater, Rendsburg)
- Wie wird man Minister (Buch: Günther Schwenn & Erika Lanz, Liedtexte: Günther Schwenn; Uraufführung: 12.8.1980 im Bad Salzuflen Landestheater Detmold)
- Lola Montez (Buch & Liedtexte: Maurus Pacher; Uraufführung: 7.8.2003 im Deutschen Theater, München)

### Kindermusical
- Silla, Pupsi und Kulline (Buch & Liedtexte: Rosita Magnus)

### Ballettmusiken
- Tanze Marlen (Tanzmärchen in 25 Bildern; Uraufführung: 20.6.1944 im Deutschen Opernhaus Prag)
- Der Gaucho und der Teufel (Ballett in 10 Bildern nach dem Film „El Gaucho y el diablo“; Uraufführung: 1952 in Rio de Janeiro)
- München (Ballett in 3 Sätzen)

### Opern
- Der Zerrissene (Lips; Musikalische Komödie in 3 Akten nach Johann Nestroy; Uraufführung: 13.6.1941 Opernhaus Stockholm (in schwedischer Sprache))
- Der Talisman (Oper in 8 Bildern nach Johann Nestroy; mit einem Buch von Hans Martin Cremer)
- Kavaliere aus Wien (Buffo-Oper in 8 Bildern nach August von Kotzebue; Text: Peter Kräuter)

### Orchesterwerke
- Ein Wiener in New York (Poem für Klavier und Orchester in 3 Sätzen; Uraufführung: 1948 Theater Municipal, Rio de Janeiro)
- Symphonie Nr. 1 C-Dur („Die Brasilianische“ / „Kreuz des Südens“ in 4 Sätzen; Uraufführung: 1950 in Rio de Janeiro)
- Berliner Konzert (Konzert für Orchester; Uraufführung: 1962 in Hilversum)
- Bayerisches Klavierkonzert (Konzert für Klavier und Orchester in 3 Sätzen; Uraufführung: 1966 in Wien)
- Capricho Carnival (Scherzo für Orchester; Uraufführung: 1971 Orchester Hall Chicago)
- Tropical Night (Rhapsody in Green für Orchester; Uraufführung: 1973 in Rom)
- Harlekinade (Konzert für Orchester; Uraufführung: 2005 in Prag)

## Filmografie

### Als Filmkomponist
- Hinter den roten Mauern (1931)
- Wenn dem Esel zu wohl ist (1932)
- Peter Voß, der Millionendieb (1932)
- Nacht der Versuchung (1932)
- Der goldene Gletscher (1932)
- Un de la montagne (1934)
- Das Schicksal eines Verfemten (Weiße Majestät) (1934)
- Mazurka (1935)
- Tag der Freiheit! – Unsere Wehrmacht (1935)
- Das Stahltier (1935)
- Das Mädchen Johanna (1935)
- Henker, Frauen und Soldaten (1935)
- Allotria (1936)
- Glückskinder (1936)
- Ein Hochzeitstraum (1936, Kontuszowka)
- Burgtheater (1936)
- Weiße Sklaven (1936)
- Frauenliebe – Frauenleid (1937)
- Kapriolen (1937)
- Confession (1937)
- Serenade (1937)
- Gasparone (1937)
- Gestern und heute (1938)
- Dreizehn Mann und eine Kanone (1938)
- Der Maulkorb (1938)
- Rätsel um Beate (1938, Eine zweifelhafte Frau)
- Wort und Tat (1938)
- Eine Nacht im Mai (1938)
- In geheimer Mission (1938)
- Wasser für Canitoga (1939)
- Hallo Janine (1939)
- Nanette (1939)
- Mein Mann darf es nicht wissen (1940)
- Die 3 Codonas (1940)
- Ritorno (1940)
- Traummusik (1940)
- Kora Terry (1940)
- Romans (1940)
- Liebesgeschichten (1943)
- In flagranti (1944)
- Es lebe die Liebe (1944)
- Es fing so harmlos an (1944)
- Frech und verliebt (1944/48)
- Frühlingsmelodie (1945)
- Das singende Haus (1948)
- El heroico Bonifacio (1951)
- Cosas de mujer (1951)
- Concierto de bastón (1951)
- Qué hermanita! (1951)
- El honorable inquilino (1951)
- Alle kann ich nicht heiraten (1952, Das verliebte Kleeblatt)
- El gaucho y el diablo (1952)
- El paraíso (1953)
- So ein Affentheater (1953)
- Liebeskrieg nach Noten (1953, Liebe auf den ersten Ton)
- Arlette erobert Paris (1953)
- Schlagerparade (1953)
- An jedem Finger zehn (1954)
- Canción de la nieve (1954)
- Der erste Kuß (1954)
- Die Mücke (1954)
- Ein Mädchen aus Paris (1954)
- Ihr erstes Rendezvous (1955)
- Hilfe – sie liebt mich! (1956)
- Frauen in Teufels Hand (1960)
- Ein dreifach Hoch dem Sanitätsgefreiten Neumann (1968)
- Wetterleuchten über dem Zillertal (1974)
- Camilla Horn 85 (1987)

### Als Darsteller
- Mabel und ihre Freier (1922)[24] – Vera-Filmwerke
- Heinrich Heines erste Liebe (1922) – Vera-Filmwerke
- Mazurka (1935, „Je sens en moi“, „Mazurka“, „Nur Eine Stunde“* Eine Frau wie Du, 1933)
- Opernball (1939)
- Romans (1940)
- Schlagerparade (1953)
- Rechtstreekse uitzending vanuit het Radio- en TV-salon te Antwerpen (1959, Fernsehen)
- Episode vom 28. Februar 1961 (1961) Fernsehfolge
- Ein Leben wie im Paradies (1961, Am Sonntag will mein Süsser mit mir segeln gehn) * Ontdek de ster (1 Folge, 1961)
- Treffpunkt Telebar (1 Folge, 1961)
- Muziekalbum (1 Folge, 1967)

## Tonträger (Auswahl)
- Auf all’ meinen Wegen – Tanzmusik vergangener Jahre – Kompositionen von Peter Kreuder 1936–1954 (Edition Berliner Musenkinder)
- Der erste Kuss – Tanzmusik vergangener Jahre – Kompositionen von Peter Kreuder 1952–1959 (Edition Berliner Musenkinder)
- 100 Jahre Peter Kreuder – Musik! Musik! Musik! (DA Music)
- Ich brauche keine Millionen – und viele andere Evergreens von Peter Kreuder (DA Music)
- Peter Kreuder – Schön war die Zeit – Mit dem Berolina Sound Orchestra (DA Music)
- Musik! Musik! Musik! – Die besten Hits von Peter Kreuder – im Original-Sound 1932–1940 (TMK)
- Haben Sie mich heute schon gespielt? (Promo-CD)

## Autobiographien
- Peter Kreuder: Schön war die Zeit (Bertelsmann Lesering, 1961)
- Peter Kreuder: Nur Puppen haben keine Tränen (R. S. Schulz, München und Percha 1971; Neuauflage: Nur Puppen haben keine Tränen – Erinnerungen. dtv, München 2003, ISBN 3-423-20660-8)